# Linum macraei
Linum macraei är en linväxtart som beskrevs av George Bentham. Linum macraei ingår i släktet linsläktet, och familjen linväxter. Utöver nominatformen finns också underarten L. m. marticorenae.